# Tenino, Washington
Tenino je grad u američkoj saveznoj državi Washington. Prema popisu stanovništva iz 2010. u njemu je živjelo 1.695 stanovnika.